# Sulfametizol
Sulfametizolul este un antibiotic din clasa sulfamidelor care este utilizat în trecut în tratamentul unor infecții de tract urinar.